# Helmut Thienemann
Helmut Werner Thienemann (* 28. Mai 1936 in Berlin; † 20. September 2022 in Plön oder Preetz) war ein deutscher Politiker (DVU). Vom 5. Mai 1992 bis zum 23. April 1996 war er Abgeordneter des Landtages von Schleswig-Holstein.

## Beruf und Familie
Nach Erlangen der Mittleren Reife wurde Thienemann Industriekaufmann, studierte Betriebswirtschaftslehre an einer Höheren Wirtschaftsfachschule und schloss als Betriebswirt (HWF) ab. Er war Komplementär einer Kommanditgesellschaft und später Inhaber eines kleinen Unternehmens. Ab 1987 arbeitete er im öffentlichen Dienst, so war er in der Registratur des Sozialministeriums tätig. Er war geschieden und hatte vier Kinder.

## Politische Laufbahn
Nach der Landtagswahl in Schleswig-Holstein 1992 zog Thienemann als einer von sechs Abgeordneten der rechtsextremen DVU in den Landtag ein. Dort war er Parlamentarischer Geschäftsführer der DVU-Fraktion, bis diese sich am 26. Mai 1993 auflöste. Er verblieb die restliche Zeit fraktionslos, bildete aber ab dem 7. Juli 1995 zusammen mit den ebenfalls fraktionslosen Abgeordneten Benvenuto-Paul Friese und Renate Köhler wieder einen Zusammenschluss der DVU. Im Landtag war er Mitglied des Wahlkreisausschusses und 1992/1993 auch Mitglied des Eingabenausschusses, Innen- und Rechtsausschusses sowie der Begleitenden Verfassungskommission.
Trotz eines im Jahr 1993 eskalierten Zerwürfnisses zwischen Thienemann und Gerhard Frey, den er als „menschenverachtend“ und „geldgierig“ bezeichnet hatte, wurde Thienemann vor der darauffolgenden Landtagswahl in Schleswig-Holstein 1996 auf Platz 5 der DVU-Landesliste nominiert. Die DVU scheiterte dieses Mal aber an der Fünf-Prozent-Hürde und trat danach in Schleswig-Holstein nicht mehr zur Wahl an.